# Csepellényi György
Csepellényi György (Bitcse, 1620-as évek – Farnos, 1674. május 24.) magyar pálos szerzetes, a katolikus egyház vértanúja, akit protestánsok öltek meg térítőmunkája miatt. Szentté avatását visszatérően sokan sürgették, de nem történt meg.

## Élete

### Pályája
Hitét a szegények és betegek gondozásával gyakorló nemesi családban született, édesapja Csepellényi György, édesanyja Pataki Mária. Édesanyja jótékonykodása nagy hatással volt az ifjabb Györgyre. 1642-ben [forrás?] lépett a pálos rendbe. A rend elefánti kolostorában töltötte újoncévét, majd 1643. május 3-án, a Szent Kereszt feltalálásának ünnepén fogadalmat tett. 1646 körül [forrás?] szentelték áldozópappá. A rendben tiszteletet vívott ki életmódjával és viselkedésével. 1660-ban a rendi tanács máriavölgyi, majd elefánti [forrás?] alperjelnek nevezte ki. Máriavölgyben a növendékeket is ő nevelte.

### Háttér: a hitviták időszaka
Ebben az időben a protestánsok és a katolikusok közti ellentétek jelentősen elmérgesedtek Magyarországon. A magyarországi katolikus missziók élén 1642-től Vanoviczy János, a Pálos Rend római prokurátora állt. A katolikus papokban szegény régiókba, amelyek a vallásviszály fő tűzfészkei voltak, csak különösen elszánt, képzett papokat küldtek, akik a vitára is alkalmasak voltak és a veszélyt is vállalták.

#### Vértanúhalála
Csepellényit, aki nem erőszakos, inkább békés, alázatos módon, de kitartóan vitázott, X. Kelemen pápa Mezőkövesd, Eger és Füzes környékére nevezte ki missziós főnöknek. Működése nagyon eredményes volt, az egri püspök feljegyzései szerint egymaga hét falut térített vissza a protestánsoktól.
1674. március 26-án protestánsok egy csoportja behatolt a plébániára és rabszíjon hurcolták el a szerzetes papot. Hatvannapos fogsága alatt folyamatosan bántalmazták és gúnyolták. Türelemmel viselte a szenvedést. Bántalmazói közül többeket megtérített, de őket a többiek megölték. Végül május 24-én a Farnos (1860 óta Egerfarmos) melletti Szőke puszta határában, a ma is Barát-fertőnek nevezett mocsaras tónál Csepellényi Györgyöt is lefejezték. A hagyomány szerint kivégzője sokáig nem tudott lesújtani rá, mert a keze nem engedelmeskedett. Testét meztelenül, temetetlenül hagyták, de a romlás jelei nem mutatkoztak rajta. Végül az egri pasa intézkedett, hogy „Isten szent embere” ne heverjen temetetlenül, és Nagy János mezőkövesdi plébános [forrás?] a farnosi templomban eltemette Csepellényi Györgyöt.

## Utóélete
1689-ben testét a sátoraljaújhelyi pálos kolostorba szállították (ez ma piarista rendház). Az épület déli oldalához I. Rákóczi Ferenc építtette a kis kápolnát, ahová Csepellényi György sírja került. Maradványait 1974-ben azonosították.
Boldoggá avatását többször is kezdeményezték (először 1689-ben Fenessy György egri püspök, majd 1769-ben és 1949-ben), azonban nem sikerült végigvinni az eljárást. 2024. február 1-én Egerben elindult a boldoggá avatási eljárás egyházmegyei szakasza. Akadályozhatta az is, hogy a pálosok szigorú hagyománya szerint a rend tagjait nem kanonizálhatják.
Emlékezete különösen Mezőkövesden és környékén, illetve Sátoraljaújhelyen és környékén él. Sátoraljaújhelyen például cserkészcsapatot neveztek el róla. Füzér községben egy csontdarab őrzi emlékét a római katolikus templomban.

## A korszak más pálos vértanúi
- 1666– Theiss Henrik.
- 1674– Boldogkő és Kassa közt fejbelőtték Török Mártont.
- 1679– Bozók várában lefejezték Szvetanay Miklóst.
- 1683– Bécsújhelyen török fogságba estek Apponyi Imre és Széplaky György novíciusok, akik a fogságban meghaltak.